# Felix Balthasar
Felix Balthasar, né le 7 juin 1794 à Lucerne et mort dans la même ville le 21 avril 1854, est une personnalité politique suisse membre du parti libéral suisse.
Il est membre du Grand Conseil du canton de Lucerne de 1828 à 1841, de 1845 à 1847 et de 1851 à 1854. Il est ensuite conseiller d'État de 1837 à 1841, conseiller municipal de Lucerne et président de la ville de 1848 à 1854.

## Biographie
- Markus Lischer / PM, « Balthasar, Felix » dans le Dictionnaire historique de la Suisse en ligne, version du 1er décembre 2006.